# Simulium fibrinflatum
Simulium fibrinflatum es una especie de insecto del género Simulium, familia Simuliidae, orden Diptera.
Fue descrita científicamente por Twinn, 1936.